# Ютнорі
Ют норі або Юннорі (кор. 윷놀이) — традиційна настільна гра в Кореї, в яку зазвичай грають під час корейського Нового року. Гру також називають чокса (척사 ;擲柶) або сахі (사희 ;柶戲).

## Походження
Юннорі з'явилася у період трьох корейських держав (57 р. до н.е.— 668р. н.е.). Хоча точне походження гри залишається невизначеним, докази Юннорі були задокументовані в різних історичних записах, що охоплюють Корею, Китай і Японію. У горах Корейського півострова та Маньчжурії були виявлені петрогліфи із записами Юннорі епохи Чосон.  Різьблені малюнки ют також були знайдені в буддійському храмі та, ймовірно, були призначені для молитовних місць.
Історики встановлюють зв'язок між Юннорі та китайською грою в шахи під назвою чупу/джеопо з 1400-х до 1860-х років, підкреслюючи подібність у їхніх системах чотирьох жетонів (фішок). Зокрема, документи епохи Корьо ілюстрували дошки ют та їхні 29 станцій. Присутність Юннорі також відзначається у збірці пісень восьмого століття Манйосю, в якій описується королівство Сілла, де гра відома як чокса або сахі та зображена на традиційних корейських картинах (мінхва).

## Культурні та астрономічні значення
Спочатку Юннорі виникло як релігійний ритуал, що втілює принципи інь-ян і 28 астеризмів. Відповідно до астрономії Східної Азії, структура гри відображала небо, землю, чотири пори року та тривалість дня. Палиці Юннорі з плоскими та круглими сторонами символізують інь та ян, тоді як напрям гри вліво відображає рух зірок Великої Ведмедиці проти годинникової стрілки. Це символічне зображення означає святість і відхід від повсякденного життя.
Юннорі включає п'ять ключових ходів— до, ке, голь, ют і мо - відповідно до інтерпретації Іл'єона, що представляє п'ять племен епохи Годжосон. Геол, можливо, був царським племенем, тоді як інші були символами чотирьох домашніх тварин— корови, собаки, свині та коня.

## Обладнання
Дошка (말판 ; malpan) зазвичай виготовляється з прошитої тканини. Сучасна дошка має прямокутну форму, але історично існувала і кругла варіація. На дошці малюють коло з точок, у якому також є «хрест» з точок. Коло складається з двадцяти точок (полів), хрест - із дев'яти, іншими словами, виключаючи загальні точки, кожне його відгалуження складається із двох точок. Таким чином, загальна кількість точок досягає двадцяти дев'яти.
Замість кубиків використовують ют палички (схожі на ті, що використовують в єгипетській настільній грі Сенет). Є два види ют-паличок: чан-чак ют (장작 윷) і бам ют (밤 윷). чан-чак ют виготовляють з дров. Є чотири палички довжиною близько 15см і діаметром від 2 до 3см. Ці палички розрізають навпіл. Найчастіше використовується каштан, але також поширена береза. Бам ют— це дерев'яні палички довжиною близько 3см. Вони мають діаметр близько 1см, також розколюються навпіл.
Для гри використовуються невеликі фішки, які називаються мал (말, буквально «кінь»). Є чотири фішки для кожної команди, немає загальних правил, з чого можна зробити фішку. Єдине правило полягає в тому, що малюнки команд суперників повинні бути чітко помітними. Крім чорно-білих пластикових фішок, які зазвичай зустрічаються сьогодні, звичайними образами є монети, ґудзики, дрібні камінчики або навіть шахові намистини (як із західних, так і з корейських шахів Чангі). Вибираючи мал, деякі корейці враховують його швидкість, тому що чим швидше кінь біжить, тим краще.

#### Ют палички
Розмір: 17,5 см
Палички підкидають, щоб визначити, наскільки далеко може просунутися гравець/команда. Рахунок визначається шляхом підкидання чотирьох паличок та підрахунку ходів, що залежать від положення паличок.
1. Якщо тільки одна паличка плоскою стороною догори, хід має назву «до» (도, свиня) і має 1 очко.
2. Дві палички плоскою стороною догори та дві палички вниз - «ке» (개, собака), 2 очка.
3. Одна паличка догори й три палички плоскою стороною вниз - «голь» (걸, вівця), 3 очка.
4. Чотири плоскі сторони догори - «ют» (윷, корова), 5  очок.
5. Якщо жодна плоска сторона не лежить догори -  це «мо» (모, кінь)[4], означає 4 очка і гравець має право кинути ще раз.

  «до» - одне просування по дошці, «ке» - два ходи, «голь» - три ходи, «ют» чотири ходи, а «мо» - п'ять ходів. Коли палички досягають результату «ют» або «мо», гравець має ще один шанс знову підкинути палички (необов'язково - деякі люди вважають за краще не грати за цим правилом). Якщо ви отримуєте «ют» або «мо» послідовно, ви граєте (кидаєте) знову.

## Правила гри
Гра проводиться між двома гравцями або двома командами, які грають по черзі, іноді грають декількома командами. Брати участь у грі може значна кількість людей, адже обмежень щодо їхньої  кількості немає. Під час гри з великими групами нерідко деякі їхні члени не кидають палички, але вони все одно беруть участь в обговоренні стратегії.
Початок гри визначається тим, що кожна команда кидає палички. Команда з найбільшою кількістю балів стартує першою.
Потім кожна команда кидає палички по черзі. Один хід зазвичай складається лише з одного закидання. Однак гравець, який досягає ют або мо, отримує додатковий хід; якщо гравець кидає ют або мо під час другого закидання, він знову отримує додаткову можливість кинути палички, тому немає обмежень щодо кількості повторних закидів гравця до кінця ходу за умови, що він продовжує закидати ют чи мо. 

### Чотири можливі курси гри Юннорі
Поки за межами дошки є мали (фішки), команда може або поставити нову малу на дошку відповідно до отриманих балів, або перемістити малу, яка вже є на дошці. Мали подорожують по дошці та можуть рухатися лише вперед. Однак, потрапляючи на одну з великих точок (у кутку та в центрі), команда може вибрати коротший шлях, якщо захоче. 
Якщо мал припадає на точку, зайняту командою суперника, мал суперника видаляється з курсу та повертається на вихідну позицію (старт), а поточному гравцеві дозволяється кидати палички знову.
Якщо мал стає на точку, зайняту власною командою, ці мали можуть сформувати групу та рухатись разом з цього моменту. Однак це пов'язано з ризиком: якщо суперник стане своїм малом на точку, зайняту групою малів суперника, усі мали в групі повертаються назад.
Наприклад, якщо один кидає два юти, а один робить під час свого першого ходу в грі, можливі ходи включають (див. Станції нижче для назв станцій):
- Покладіть мал на дошці на станції ют (використовує першу точку ют); перейти до мо (використовує бал до), потім до сок-ют (використовує другий ют).
- Покладіть мал на дошку біля станції ют (використовує першу ют); покладіть інший мал на дошку на тій самій станції ют (використовує другий бал ют), змушуючи два мали рухатися разом; просунути їх до «до» (використовує до).
- Поставте мал на дошці на станції ют (використовує перший ют); перейти до дует-геол (використовує другий ют), потім до дует-ют (використовує до).

Гру виграє та команда, яка першою принесе всі свої мали додому, тобто завершить курс з усіма своїми малами. Курс вважається завершеним, якщо мал проходить точку, на якій починається гра (чам-мокі). Приземлення на чам-мокі не є фінішем, але будь-який рахунок, що виходить «за межі» цієї точки, завершує гру. В Юннорі часто грають на три й більше перемог.

## Соціальний вплив
З огляду на багату історію та символіку, Ют норі перетворилася на популярну традиційну гру серед жителів Кореї, особливо під час Сеоллала та Дебориму– першого та п’ятнадцятого днів нового місячного року. Крім розваг, Юннорі служить засобом передбачення майбутнього через пьон ют і ют чом. Пьон ют прогнозує сільськогосподарський достаток, якщо грати в групах, тоді як ют чом зосереджується на індивідуальному ворожінні.